# La Infanta Margarita en blau
La Infanta Margarita en blau (o Infanta Margarita Teresa amb vestit blau) és un retrat realitzats pel pintor espanyol Diego Rodríguez de Silva i Velázquez. Està realitzat a l'oli sobre llenç. Mesura 127 cm d'alt i 107 cm d'ample. Va ser pintat en 1659, un any abans de la mort de l'artista. Es troba actualment en el Museu d'Història de l'Art de Viena, Àustria.
Aquest és un dels nombrosos retrats de cort que va executar Velázquez, qui va pintar en altres ocasions a la Infanta Margarida, casada als quinze anys amb el seu oncle, Leopold I d'Habsburg, emperador d'Àustria. És la jove infanta que apareix, entre d'altres, en Las Meninas (1656) i en La infanta donya Margarida d'Àustria (1659). Els quadres que s'anaven pintant d'ella la mostren en diverses etapes de la seva infantesa i adolescència, i a través d'ells s'informava a Leopoldo de quin era l'aspecte de Margarita i com anava madurant, raó per la qual s'enviaven a Viena.
Velázquez té en el Kunsthistorisches altres dos quadres destacats, La Infanta María Teresa i el Retrat de l'infant Felipe Pròsper. No obstant això, aquest Retrat de la infanta Margarita Teresa és possiblement el millor dels tres.
Velázquez empra en aquest quadre la tècnica de pinzellades soltes que provoquen efectes lluminosos. La infanta, aquí de vuit anys, apareix amb rostre seriós amb expressió poc amigable, tal vegada per timidesa, com evidenciaria l'enrogiment de les galtes. El pèl ho té recollit amb fulles de llorer. Allarga els braços per tocar amb gràcia el vestit; en una de les mans sosté una pelliza de color marró. Vesteix la infanta un vestit blau fosc i platejat, amb galons d'or i una gruixuda cadena o banda daurada creuant-li el pit. Els centelleigs metàl·lics del vestit potencien la llum de l'obra. El fons també és ombrívol, amb alguns objectes amb prou feines esbossats.